# Pedro I de Moldavia
Pedro I de Moldavia (f. 1368) fue un posible príncipe de Moldavia entre finales de 1367 y poco después del mes de julio de 1368. 

## Biografía
Los investigadores han determinado que su padre era Ştefan (hijo mayor de Bogdan I). El primer monarca en llevar el nombre Petru como soberano es su primo Pedro (II), hijo de Costea y Margareta Mușata, considerado en muchas listas de soberanos compiladas desde entonces como Pedro I e identificado por algunos historiadores, como Juliusz Demel con él. Según la hipótesis de Demel, este príncipe no gobernó.
Con la muerte en 1358 de Ştefan, hijo mayor y legítimo heredero al trono de Moldavia, tras la muerte de Bogdan I en 1367, el gobierno de Moldavia se lo disputaron los dos hijos de Ştefan, Petru y Ştefan. Petru, aunque era el más joven, contaba con el apoyo de la mayoría de los rumanos y nobles húngaros, es decir, las familias nobles de Maramureș de Moldavia, y se hizo con el reinado. En estas circunstancias, su hermano Ştefan, junto con varios boyardos se dirigió a la corte de Casimiro el Grande de Polonia para pedir apoyo para su bando a cambio de promesas de lealtad y obediencia.
Así, el 30 de junio de 1368, Ştefan, acompañado por ejércitos polacos de Cracovia, Sandomierz, Lublin y la Rutenia Roja, entró en Moldavia, pero fue derrotado por el ejército moldavo en la batalla de Codrii Plonini, en una emboscada en la que algunos de los partidarios rumanos de Ştefan se pasaron al bando de Petru. Esto es lo que un cronista polaco anónimo escribió sobre la campaña de Ştefan:

Pero esta expedición fue desafortunada. Pedro supo destruir a los polacos y siguió siendo príncipe de Moldavia, [y] se reconcilió con su hermano. Éste gobernó desde entonces la parte oriental o Besarabia, y Pedro conservó para sí la parte occidental o actual Moldavia.

Por lo tanto, tras de la batalla de Codrii Plonini, Petru I se reconcilió con su hermano, concediéndole el dominio de Besarabia, es decir el Budzhak, extendiéndose su territorio al norte hasta el Prut y el Dniéster.
Se desconoce el destino de Pedro I y su hermano Ştefan después de mediados de 1368. No hay información sobre la muerte de Pedro I ni sobre el lugar de su entierro. Se supone no obstante, que su tumba sería una de las tres situadas en la primera iglesia del monasterio Bogdana de Rădăuți, en la nave de la actual iglesia episcopal de San Nicolás.